# Międzyszkolny Uczniowski Klub Sportowy Joker Świecie
Il Międzyszkolny Uczniowski Klub Sportowy Joker Świecie è una società pallavolistica femminile polacca con sede a Świecie.

## Storia
Il Międzyszkolny Uczniowski Klub Sportowy Joker Świecie viene fondato nel 2004, puntando sull'attività giovanile. Nella stagione 2018-19 vince il campionato di I liga, rinunciando però alla promozione in Liga Siatkówki Kobiet; nella stagione successiva chiude nuovamente al primo posto, ottenendo un'ennesima promozione nella massima divisione polacca.
Nell'annata 2020-21 debutta in Liga Siatkówki Kobiet: in quella successiva arriva all'ultimo posto in classifica, retrocedendo in I liga. Il club successivamente annuncia l'intenzione di dedicarsi esclusivamente all'attività giovanile.

## Rosa 2021-2022
| N° | Nome                | Ruolo | Data di nascita  | Nazionalità sportiva |
| -- | ------------------- | ----- | ---------------- | -------------------- |
| 2  | Angelika Szostok    | S     | 28 agosto 1995   | Polonia              |
| 3  | Amelia Senica       | S     | 31 dicembre 2004 | Polonia              |
| 5  | Agata Michalewicz   | P     | 28 aprile 1998   | Polonia              |
| 6  | Vangelija Račkovska | S     | 19 luglio 1997   | Bulgaria             |
| 7  | Natalia Nuszel      | S     | 23 febbraio 1989 | Polonia              |
| 8  | Agata Nowak         | L     | 8 luglio 1995    | Polonia              |
| 9  | Joanna Sikorska     | O     | 20 dicembre 1990 | Polonia              |
| 12 | Maria de Oliveira   | O     | 12 dicembre 1992 | Brasile              |
| 13 | Monika Jagła        | L     | 1º aprile 2000   | Polonia              |
| 14 | Paulina Zaborowska  | P     | 7 giugno 2000    | Polonia              |
| 16 | Julia Twardowska    | S     | 4 maggio 1995    | Polonia              |